# Norbertus van den Eynde

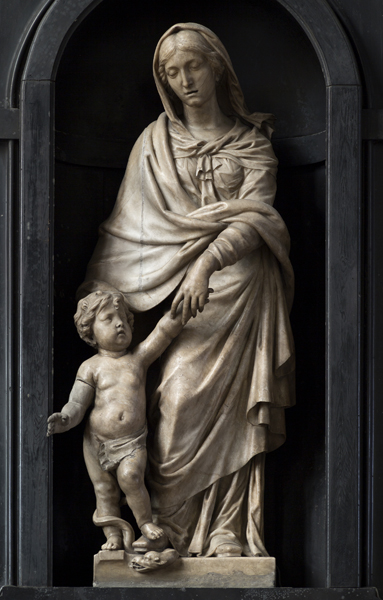
Verge amb nen de laltar de Sant Nicolau

Norbertus van den Eynde (I), Norbrecht van den Eynde i Norbert van den Eynde (també escrit: Norbertus van den Eynden, Norbert van den Eynden i Norbertus van den Eynden) (Anvers, batejat l'11 de desembre de 1628 - Anvers 1747 d'octubre de 1704) fou un escultor flamenc. És conegut principalment per haver esculpit escultures religioses i mobiliari de l'església. Era fill del destacat escultor Huibrecht van den Eynde i membre de la família d'escultors van den Eynde. Va ser un soci proper d'Artus Quellinus II. Va assumir diversos encàrrecs a la catedral d'Anvers, inclosos diversos retaules.

## Vida
Norbertus van den Eynde va néixer a Anvers, fill d'Huibrecht van den Eynde i Maria Anthonia Bagenier, en el si d'una llarga nissaga d'escultors. El taller familiar formava part de la col·laboració informal Quellinus-Verbrugghen-Willemsens-Scheemaeckers-van den Eynde, que havia convertit el mercat de l'escultura d'Anvers en un monopoli. L'àmplia col·laboració entre els tallers d'aquestes famílies a finals del segle xvii "pot ser el factor més important" per explicar la complexa "unitat d'estil i enfocaments que han dificultat especialment el desenredament de les mans per als historiadors de l'art".

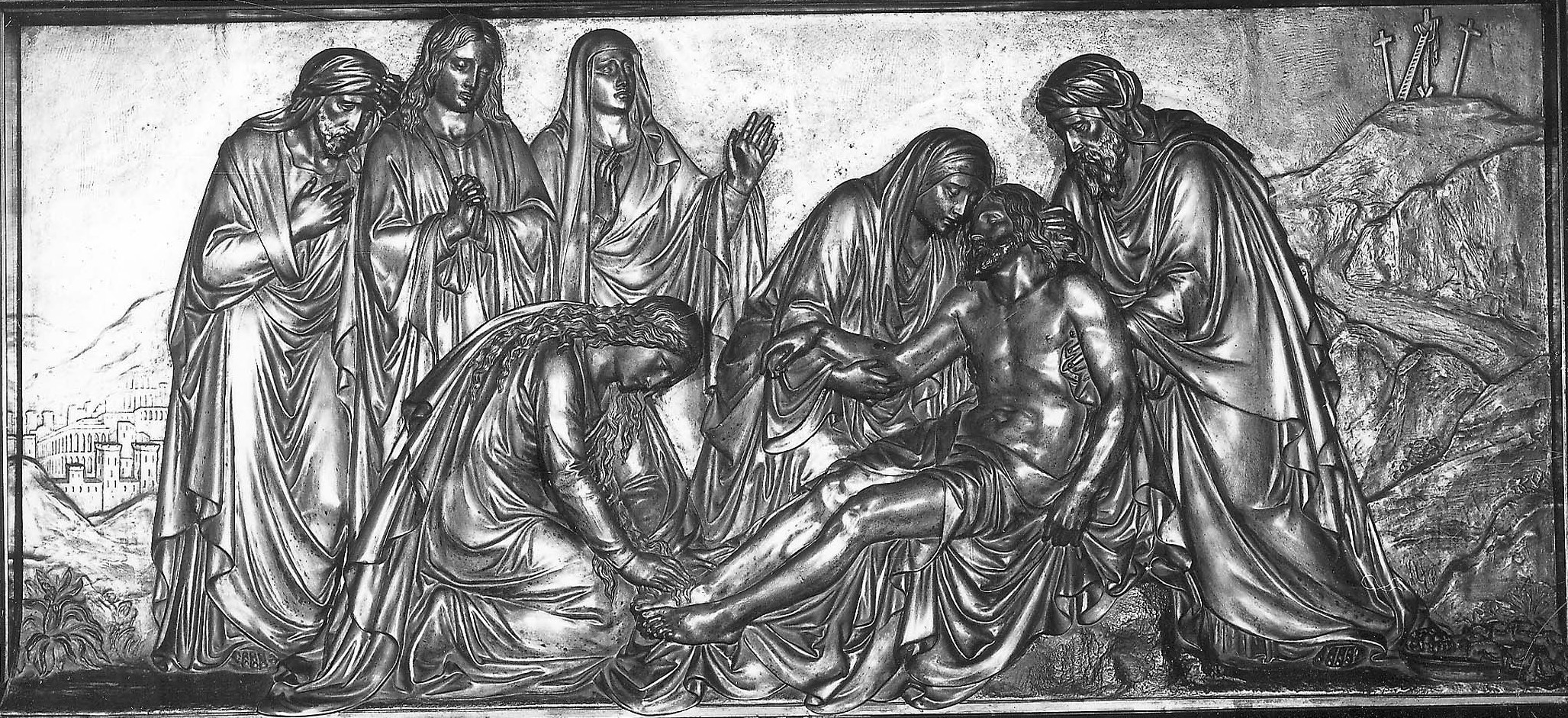
Enterrament de Crist, relleu de l'altar major de l'església de Sant Jordi, Anvers

Es va formar amb el seu pare i es va convertir en els anys gremials 1662-1663 en mestre del Gremi de Sant Lluc a Anvers com a wijnmeester (fill de mestre).
Norbertus van den Eynde es va casar dues vegades. Es va casar per primera vegada amb Maria Antonia Bagenier, que va ser enterrada el 2 de juny de 1691 a l'església de Sant Miquel, i per segon cop amb Isabella Maria Reuckelenberg (o van Beirenbergh). Des del seu primer matrimoni va tenir dos fills, Norbertus el jove i Cornelis (ambdós escultors), i dues filles, Franchoise Theresia i Isabella Maria. L'última es va casar amb el destacat pintor de bodegons Jan Pauwel Gillemans el Jove el 3 de març de 1693, amb qui va tenir un fill abans de morir prematurament l'octubre de 1697.

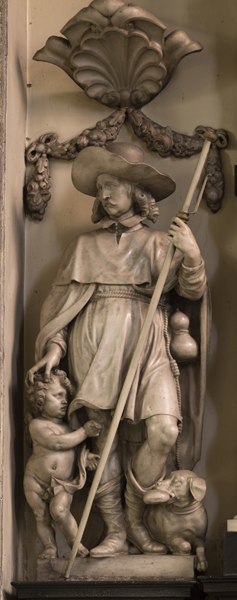
Sant Roc de laltar de Sant Nicolau

Van den Eynde i la seva dona vivien a l'Arenbergstraat, al districte de Wapper d'Anvers, on tenien almenys dues cases. Es van traslladar a Gant durant deu mesos entre maig de 1692 i març de 1693, arrendant la casa de Wapper a la filla Isabella Maria.
Al tornar a Anvers, van ser testimonis del naixement d'un net, així com de la mort de les seves filles i del seu fill Norbert. Van den Eynde va tenir problemes financers i va haver de vendre totes dues propietats. Finalment va poder pagar tots els seus deutes i distribuir part dels seus béns als membres de la família abans de morir el 1704.

## Obra
El 1653 va col·laborar amb el seu pare en la producció de l'altar major per a l'església Onze-Lieve-Vrouw van de Goede Wil de Duffel.
El mateix any, va signar un contracte per a crear dues estàtues de sants i un crucifix per a l'església de la Casa Professa de la Societat dels jesuïtes d'Anvers. A més, va crear el 1663 un tron per al Priorat de Groenendael. També va fer els altars de marbre de Nostra Senyora (1658–9) i Sant Nicolau (1664 i 1668; amb figures de Sant Nicolau, Santa Anna, Sant Josep, Santa Teresa d'Àvila i Sant Roc) per a l'església de Sant Nicolau de Sint.-Niklaas-Waas.

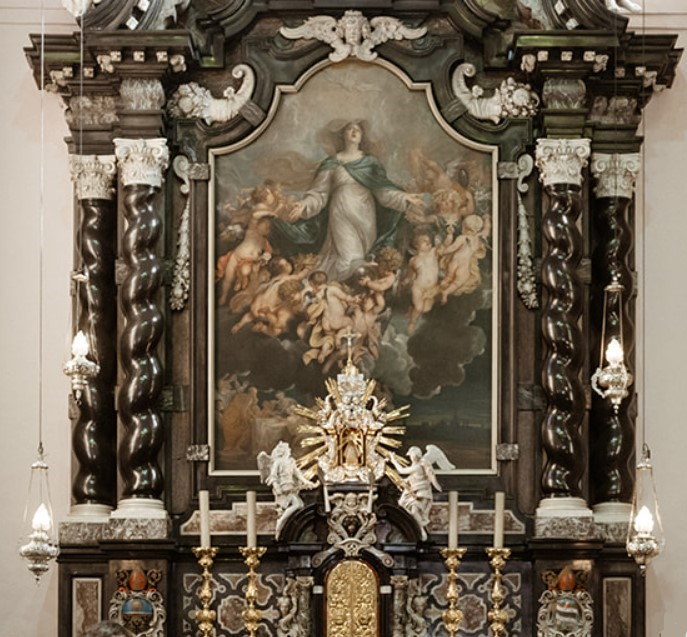
Altar major de l'església de la Mare de Déu de la Bona Voluntat de Duffel

Va treballar en diversos altars de l'església de Sant Jordi d'Anvers, posteriorment enderrocada. Va fer per primera vegada, l'any 1664, un altar de marbre. El 1671 va fer dos altars laterals i el 1677 va fer, juntament amb Artus Quellinus II, l'altar major d'aquella església. El 1683 va sorgir un conflicte a partir d'aquest darrer projecte, ja que Quellinus el va comprometre després de no haver pogut lliurar sis pilars per a l'altar. L'altar major es va acabar entre 1677 i 1685 i constava d'un gran altar de marbre blanc i negre de gairebé 15 metres d'alçada. Un quadre gran (478 x 279 cm) del Martiri de Sant Jordi (ca. 1684, ara al Reial Museu de Belles Arts d'Anvers (inv. 240)) de Godfried Maes (Anvers 1649–1700) era el centre de l'altar. Representa la llegenda del martiri de Sant Jordi tal com consta a la Llegenda àuria de Jacobus de Voragine, a mitjans del segle XIII. Els botxins esperen l'ordre de l'emperador romà Dioclecià d'executar Jordi per haver-se negat a adorar els déus romans. L'altar va ser coronat amb estàtues d'àngels de van den Eynde i una estàtua eqüestre de Sant Jordi de Quellinus. Aquesta és probablement l'estàtua eqüestre que ara es troba al passadís nord de l'església reconstruïda de Sant Jordi d'Anvers.
El 1670, ell i Quellinus van signar un contracte per fer l'altar i el jardí del gremi d'esgrimedors a la catedral d'Anvers, tot completant la feina iniciada per son pare, Huibrecht. Durant l'execució d'aquest projecte els escultors van tenir una sèrie de conflictes amb els mecenes per impagament de les factures. Entre 1683 i 1688, Van den Eynde va completar, en col·laboració amb l'escultor d'Anvers Lodewijk Willemsens, un retaule dedicat a Santa Caterina per a l'oudekleerkopersgilde (gremi de compradors de roba usada) a la catedral.
El 1670, van den Eynde i Hendrik Frans Verbrugghen van ser "específicament convidats pels seus consells" a viatjar a Malines com a consultors per a les obres de la catedral de Mechelen.
Van den Eynde era proveïdor freqüent de plaques de marbre (utilitzades per als armaris de banús) per a les empreses Musson i Forchondt.